# Lamanère
Lamanère (catalansk: La Menera) er en by og kommune i departementet Pyrénées-Orientales i Sydfrankrig.

## Geografi
Lamanère ligger i Pyrenæerne 67 km sydvest for Perpignan helt op til den spanske grænse. Kommunen er den sydligst begiggende på det franske fastland. Eneste vej ud af byen fører mod nordøst til Serralongue (8 km).

## Demografi

### Udvikling i folketal
| 1962                                                              | 1968 | 1975 | 1982 | 1990 | 1999 | 2007 | 2014 | 2017 |
| ----------------------------------------------------------------- | ---- | ---- | ---- | ---- | ---- | ---- | ---- | ---- |
| 198                                                               | 113  | 74   | 60   | 37   | 44   | 59   | 43   | 46   |
| Tal fra og med 1962 er uden dobbelttælling (sans doubles comptes) |      |      |      |      |      |      |      |      |